# Runas armanas

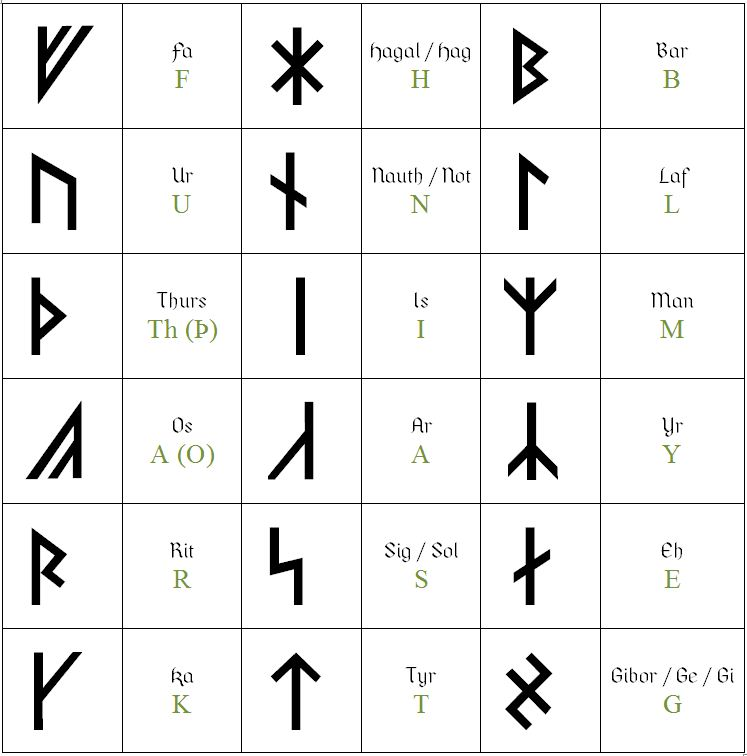
Tabla de las runas armanas

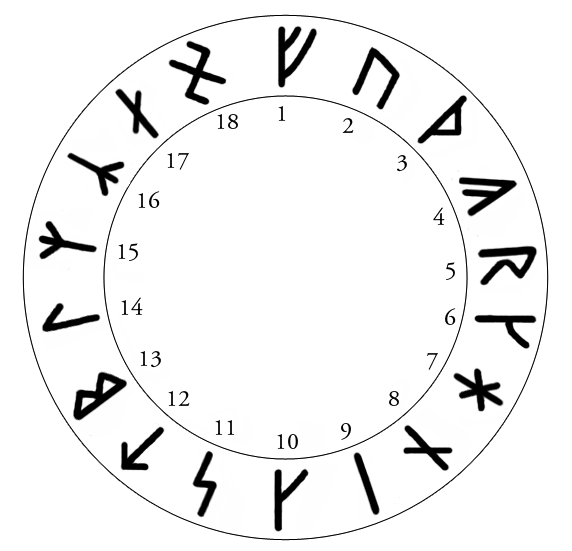
Orden de las runas armanas

Las runas armanas o futharkh de los armanos (en alemán: Armanen-Futhark, resultado de combinar los términos ario-alemanes) es un conjunto de 18 runas ideadas como oráculos en 1902 por el ocultista y místico regeneracionista del paganismo germánico Guido von List, publicadas junto con sus teorías adivinatorias en su obra de 1908 El secreto de las runas (en alemán: Das Geheimnis der Runen).

## Historia
Guido von List afirmó que estas runas le fueron reveladas en una visión durante la temporada de 11 meses en la que estuvo ciego tras una operación de cataratas en 1902. Según él se le abrió un «ojo interior» por medio del cual se le reveló El secreto de las runas. List afirmó que el Futhark Armanen estaba cifrado en el Rúnatal de la Edda poética (estrofas de la 138 a 165 del Hávamál), donde de la estrofa 147 a la 165 Odín enumera dieciocho deseos, y la denominó la Canción de las 18 runas. List y sus seguidores creían que sus runas representaban las runas primigenias en las cuales todas las runas históricas se habían basado. 
El futhark de List se basa principalmente en las formas de runas del futhark escandinavo a las que se le añade un par de runas del futhorc, aunque los nombres y sus equivalencias fonéticas están más próximas a las del futhorc anglosajón. Además conserva el orden del alfabeto escandinavo desplazando la runa man del puesto 13º al 15º, y colocando las dos incorporaciones del futhorc al final, la eh con forma de la runa ar y la runa gibor similar a gyfu.

## Las runas
Las primeras dieciséis runas de List corresponden a las runas del futhark joven con algunas modificaciones de sus formas, como alguna inversión especular (por ejemplo en la runa ar) o la adición de un trazo diagonal alargado. Además añade dos runas adicionales al final. Sin embargo sus nombres son más próximos a los nombres de las runas del futhorc.
1. Fa (con la forma de la runa fé del futhark joven).
2. Ur (como la ur del futhark joven).
3. Thurs (como la thurs del futhark joven).
4. Os (inversa especular de óss del futhark joven).
5. Rit (como la reid del futhark joven).
6. Ka (como la kaun del futhark joven).
7. Hagal (como la hagall del futhark joven).
8. Nauth (como la naudr, también llamada not).
9. Is (como la ís del futhark joven).
10. Ar (como la ar de rama corta con un trazo alargado asemejando una cen invertida).
11. Sig (similar a la sigel anglosajona).
12. Tyr (como la tyr del futhark joven).
13. Bar (como la bjarkan del futhark joven).
14. Laf (como lögr del futhark joven).
15. Man (como la madr del futhark joven).
16. Yr (como la yr del futhark joven pero con sonido [i]).
17. Eh (el mismo nombre que la runa eh del futhork, pero con la forma de ar).
18. Gibor (nombre similar a la gyfu anglosajona y con un par de brazos añadidos a modo de esvástica).

## Resurgimiento de la magia rúnica
Las runas armanen fueron uno de los principales impulsos del resurgimiento de la magia rúnica en los círculos ocultistas del neopaganismo germánico y nacional socialistas. Aunque cuando los nazis usaron runas en sus uniformes y símbolos prefirieron usar las más reconocibles runas del futhark antiguo y el futhorc.
Tras la Segunda Guerra Mundial, Karl Spiesberger reformó el sistema de creencias eliminando los aspectos racistas y folkloristas, que habían sido cultivados por Guido von List, Friedrich Bernhard Marby y Siegfried Adolf Kummer. Posteriormente Karl Hans Welz, Stephen E. Flowers, Adolf Schleipfer, Larry E. Camp y Victor Ordell L. Kasen han continuado intentando eliminar cualquier connotación racial de esta seudociencia.
En los países germano parlantes fueron muy influyentes las runas armanen entre los ocultístas rúnicos. Según Stephen E. Flowers son incluso más conocidas que las runas históricas del futhark antiguo: 

La fuerza personal de List y que su gran e influyente Orden Armanen fue capaz de formar teorías rúnicas para los magos germanos [...] desde aquella época hasta la actualidad. [...] el sistema de runas armanen ... en 1955 se había convertido en casi una tradición en los círculos alemanes.

Las runas armanen también supusieron un impacto significativo en la literatura ocultista de lengua inglesa.